# Hallarnas skådespelarlag
Hallarnas skådespelarlag är en amatörteaterförening i Halmstad.
När Hallarnas hembygdsgård (söder om Falkenberg, mellan Boberg och Eftra) invigdes pingstaftonen 1943 framträdde ett amatörsällskap för första gången med namnet Hallarnas skådespelarlag. Sällskapet behöll namnet, fortsatte med teater. De spelar framförallt folklustspel och klassiska komedier. Sedan 1997 har de spelat sommarteater på Halmstads Slotts borggård. Folket i Simlångsdalen och Ruskaby skola är några av de många uppsättningar sällskapet framfört åtskilliga gånger.
Hallarnas skådespelarlag har två stycken barn- och teatergrupper, Hydra och Phoenix. 2019 fick dessa barngrupper omarbetade loggor i samarbete med Nerdpappan

## Phoenix och Hydra
Hallarnas skådespelarlag har två stycken barn- och teatergrupper, Hydra och Phoenix. 2019 fick dessa barngrupper omarbetade loggor i samarbete med Nerdpappan.

## Uppsättningar på borggården
- "Den inbillade sjuke" av Molière 1997
- "Den Rastlöse" av Holberg 1998
- "Bröderna Östermans huskors" av Oscar Wilhelm Wennersten 1999
- "Kärlek och Guldfeber" av Gideon Wahlberg 2000
- "91:an bland maskros och viol" egen originalpjäs 2001
- "Spanska Flugan" av Franz Arnold och Ernst Bach 2002
- "Söderkåkar" av Gideon Wahlberg 2004
- "Familjeprassel" (Der whare Jacob) av Franz Arnold och Ernst Bach 2005
- "Markurells I Wadköping" av Hjalmar Bergman 2006
- "En fjäder i hatten eller AB Dun & Bolster" av Franz Arnold och Ernst Bach 2007